# سگ‌های بارانی
«سگ‌های بارانی» (به انگلیسی: Rain Dogs) آلبومی از هنرمند اهل ایالات متحده آمریکا تام ویتس است که در سال ۱۹۸۵ میلادی منتشر شد.